# Донич (Молдова)
Донич (рум. Donici) — село в Оргеевском районе Молдавии. Является административным центром коммуны Донич, включающей также сёла Каменча и Покшешты.

## География
Село расположено на высоте 123 метров над уровнем моря.

## История
До 27.08.1966 село называлось Безены (Безин), но было переименовано в честь молдавского писателя Александру Донича.

## Население
По данным переписи населения 2004 года, в селе Доничь проживает 602 человека (305 мужчин, 297 женщин).
Этнический состав села:
| Национальность | Число жителей | Процентный состав |
| -------------- | ------------- | ----------------- |
| молдаване      | 581           | 96.51             |
| украинцы       | 13            | 2.16              |
| румыны         | 7             | 1.16              |
| прочие         | 1             | 0.17              |
| Всего          | 602           | 100 %             |

## Известные уроженцы
- Донич, Александру (1806—1865) — молдавский и румынский писатель.